# Muchandi, Belgaum
Muchandi là một làng thuộc tehsil Belgaum, huyện Belgaum, bang Karnataka, Ấn Độ.